# Луцій Юлій Юл (військовий трибун з консульською владою 388 року до н. е.)
Луцій Юлій Юл (лат. Lucius Iulius Iullus; близько 420 до н. е. — після 379 до н. е.) — політичний та військовий діяч Римської республіки, військовий трибун з консульською владою (консулярний трибун) 388 та 379 років до н. е.

## Життєпис
Походив з патриціанського роду Юліїв, гілки Юлів. Син Луція Юлія Юла, військового трибуна з консульською владою 403 року до н. е.

### Перша трибунська каденція
У 388 році до н. е. його було обрано консулярним трибуном. Разом з колегами розграбував область еквів та захопив етруські міста Кортуоза і Контенебра. Водночас займався влаштуванням проблем з впровадженням нових податків та сплати старих, а також піклувався щодо сплати платні легіонерам.

### Друга трибунська каденція
У 379 році до н. е. його вдруге було обрано військовим трибуном]] з консульською владою з преноменом Тиберій. Був відповідальним за захист Риму, в той час як його колеги Публій Манлій Капітолін та Гай Манлій Вульсон воювали проти племені вольсків.
Подальша доля Луція Юлія Юла невідома.